# MAP1LC3A
MAP1LC3A (англ. Microtubule associated protein 1 light chain 3 alpha) – білок, який кодується однойменним геном, розташованим у людей на короткому плечі 20-ї хромосоми. Довжина поліпептидного ланцюга білка становить 121 амінокислот, а молекулярна маса — 14 272.
| 10         |  | 20         |  | 30         |  | 40         |  | 50         |
| ---------- |  | ---------- |  | ---------- |  | ---------- |  | ---------- |
| MPSDRPFKQR |  | RSFADRCKEV |  | QQIRDQHPSK |  | IPVIIERYKG |  | EKQLPVLDKT |
| KFLVPDHVNM |  | SELVKIIRRR |  | LQLNPTQAFF |  | LLVNQHSMVS |  | VSTPIADIYE |
| QEKDEDGFLY |  | MVYASQETFG |  | F          |  |            |  |            |

A: Аланін

C: Цистеїн

D: Аспарагінова кислота

E: Глутамінова кислота

F: Фенілаланін

G: Гліцин

H: Гістидин

I: Ізолейцин

K: Лізин

L: Лейцин

M: Метіонін

N: Аспарагін

P: Пролін

Q: Глутамін

R: Аргінін

S: Серин

T: Треонін

V: Валін

Кодований геном білок за функцією належить до фосфопротеїнів. 
Задіяний у таких біологічних процесах, як убіквітинування білків, автофагія, альтернативний сплайсинг. 
Локалізований у цитоплазмі, цитоскелеті, мембрані, цитоплазматичних везикулах.